# Wagenweg (Haarlem)
Wagenweg, vroeger ook de Heerenweg genoemd, is een straat in de Nederlandse stad Haarlem. De Wagenweg ligt in het stadsdeel Haarlem Zuid-West. De weg komt uit op het Houtplein. Hier stond de middeleeuwse stadspoort de Grote Houtpoort. De weg komt bij het Houtplein samen met de Dreef, Baan en het Frederikspark. De weg voert na deze kruising in zuidelijke richting naar Heemstede en passeert hier de Olieslagerslaan, Florapark, Lorentzplein, Hazepaterslaan en de Schouwtjeslaan. Na het passeren van de Spanjaardslaan maakt de Wagenweg, tot aan de gemeentegrens met Heemstede kort deel uit van de N208. In Heemstede gaat de weg verder als de Herenweg richting Bennebroek. Na Bennebroek loopt de weg door over gedeelten van de N208 om uit te komen in Leiden. 

## Geschiedenis

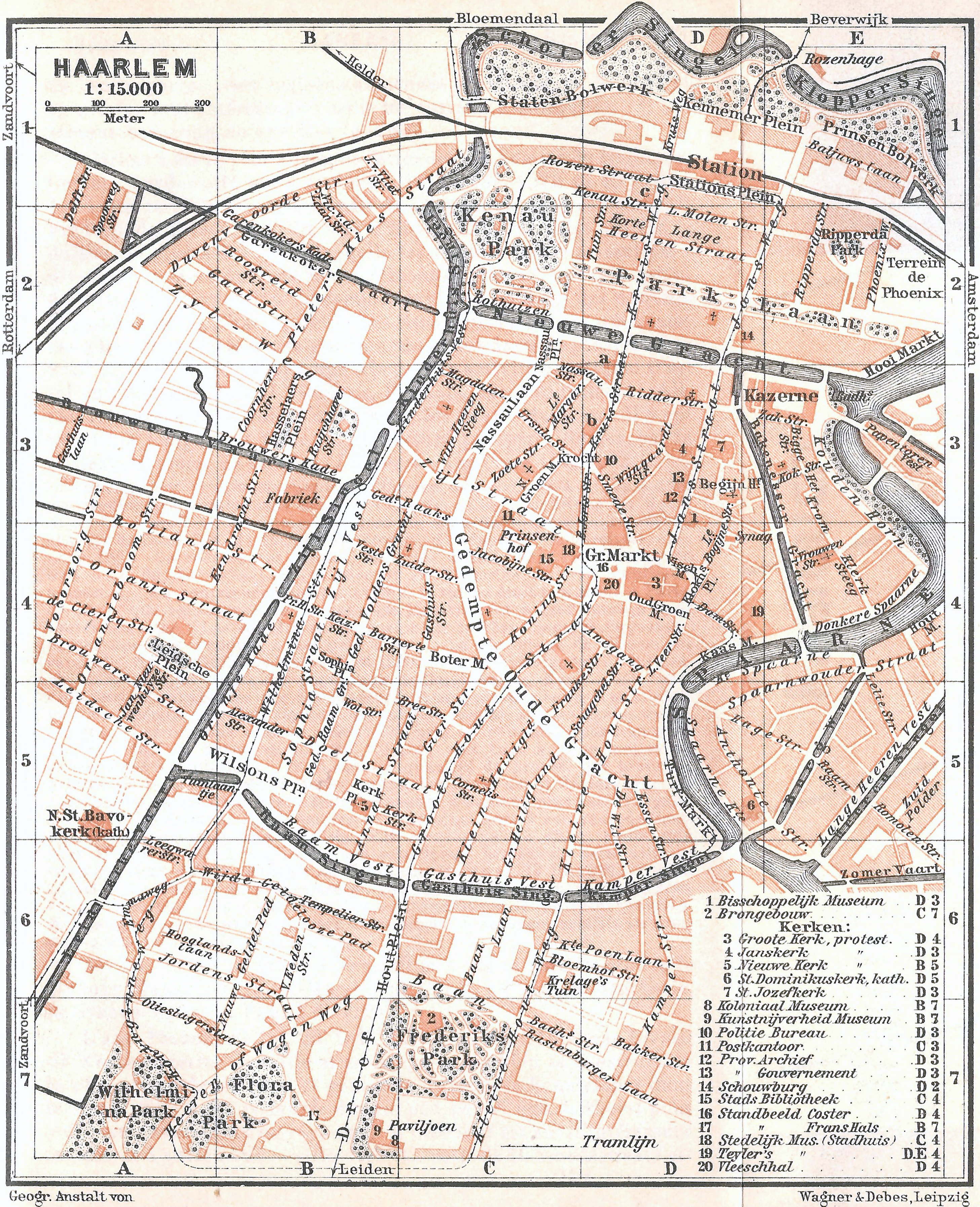
De Heeren- of Wagenweg ligt op deze kaart uit 1905 in de zuidwesthoek

De Wagenweg maakte deel uit van een duinweg die over de zandplaat van de Oude duinen voerde. Haarlem is ook gebouwd op deze zandplaat. Het landschap rond deze zandplaat bestond uit moerasgebieden en veel water. De Wagenweg was hierdoor lange tijd de enige hoge en veilige doorgangsroute en verbindingsweg tussen het noorden en het zuiden van Holland.
Deze oude duinweg loopt als de Herenweg vanuit Zuid-Holland naar Haarlem, wordt daar achtereenvolgens Wagenweg, Houtplein, Grote Houtstraat, Gierstraat, Koningstraat, kruist de Grote Markt, gaat verder als Barteljorisstraat en Kruisstraat, en vervolgt zijn weg richting Alkmaar.

## Monumenten

### Rijksmonumenten

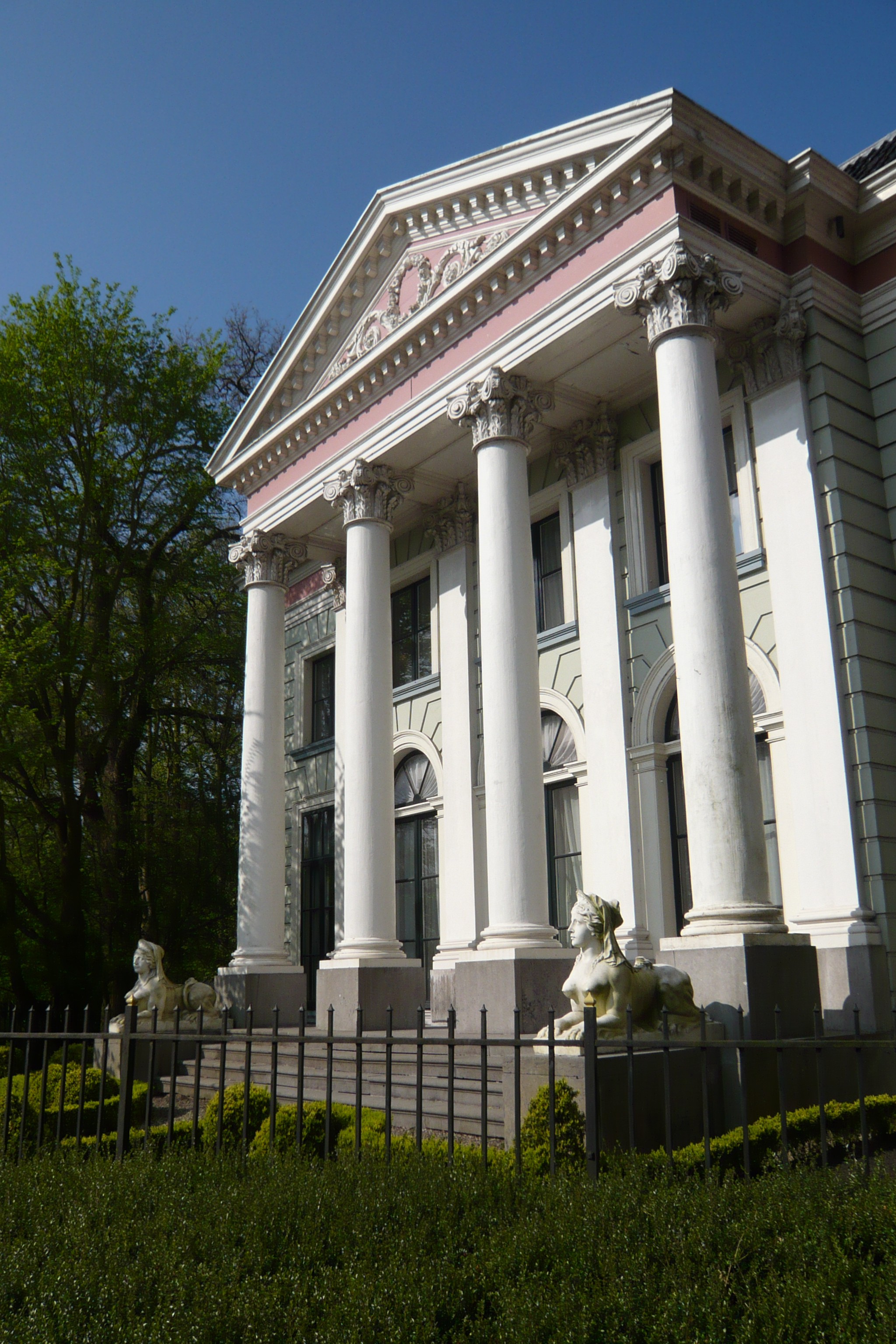
Landhuis Eindenhout aan Wagenweg 242

Aan de Wagenweg bevinden zich tien rijksmonumenten, waaronder Nieuw Stadwijk een woonhuis daterend uit 1894. Op de kruising met de Spanjaardslaan ligt in het verlengde van deze laan het landhuis Eindenhout in 1795 ontworpen door Abraham van der Hart, die ook Paviljoen Welgelegen ontwierp.

### Gemeentelijke monumenten
Aan de Wagenweg staan anno 2021 twaalf gemeentelijke monumenten.

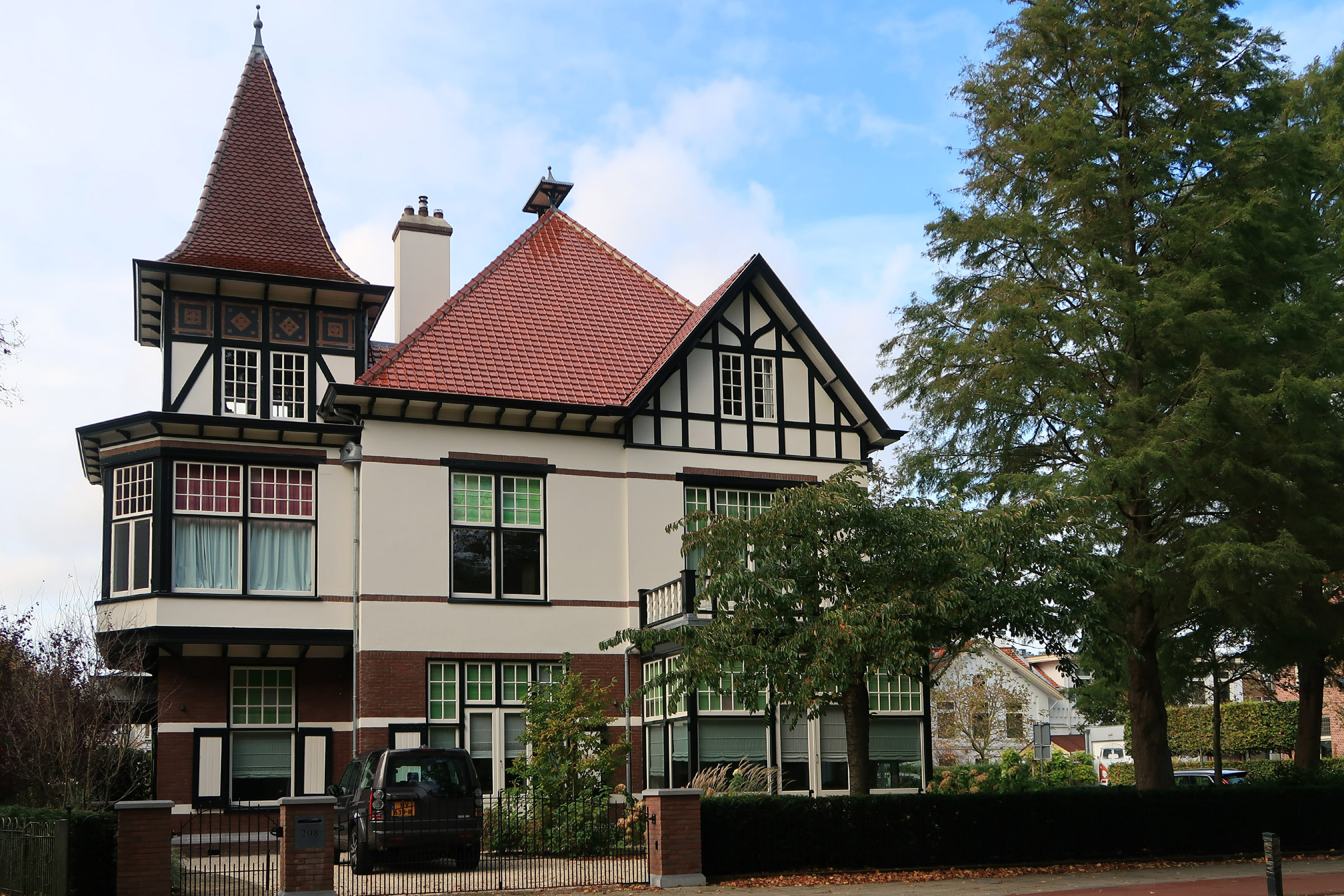
Gemeentelijk monument Wagenweg 208